# Pascal Razakanantenaina
Pascal Razakanantenaina, né le 19 avril 1987 à Mahajanga, est un footballeur international malgache évoluant au poste de défenseur.

## Biographie

### En club
Pascal Razakanantenaina joue 125 matchs en CFA (quatrième division française), inscrivant 13 buts.

### En équipe nationale
Il reçoit sa première sélection en équipe de Madagascar le 25 mars 2007, en amical contre la Côte d'Ivoire. Ce match perdu sur le score de 0-3 entre dans le cadre des éliminatoires de la Coupe d'Afrique des nations 2008.
Il inscrit son premier but en équipe nationale le 3 septembre 2016, contre l'Angola. Ce match nul (1-1) entre dans le cadre des éliminatoires de la Coupe d'Afrique des nations 2017. Il marque son second but le 11 novembre 2017, en amical contre les Comores (1-1).
Il est ensuite retenu par le sélectionneur Nicolas Dupuis afin de participer à la phase finale de la Coupe d'Afrique des nations 2019 organisée en Égypte. Lors de cette compétition, il joue cinq matchs et atteint les quarts de finale.

## Palmarès
- Champion des Seychelles en 2007 et 2008 avec Saint Michel United
- Vainqueur de la Coupe des Seychelles en 2006, 2007, 2008 et 2009 avec Saint Michel United
- Champion de La Réunion (3): 2018,2019 (JS Saint-Pierroise) 2024 (As excelsior)
- Coupe de La Réunion (3): 2018,2019 (JS Saint-Pierroise) 2024 (As Excelsior)
- Coupe de France (2): 2019, 2020 (Js saint pierroise)
- Trophée des champions (3): 2020 (Js saint pierroise) 2024, 2025 (As excelsior)